# Abdullah Gül
Abdullah Gül (IPA: [abduɫˈɫɑh ˈɟyl]) (Kayseri, 29 ottobre 1950) è un politico ed economista turco, ministro degli esteri dal marzo del 2003, già primo ministro del 58º governo della Repubblica Turca dal 18 novembre 2002 all'11 marzo 2003 e 11º Presidente della Turchia fino all'11 agosto 2014.

## Biografia e carriera
Stimato economista e professore universitario, ha studiato Scienze Economiche alla Facoltà di Economia dell'Università di Istanbul, dove ha conseguito la laurea e il dottorato; a lungo docente presso questa stessa facoltà e nel dipartimento di Ingegneria Industriale dell'Università di Sakarya, ha ricoperto posizioni di rilievo nell'organigramma della Banca Islamica per lo Sviluppo (in Turco İslam Kalkınma Bankası) fino a che non è stato eletto in Parlamento nel 1991 come deputato del collegio di Kayseri tra le file del Partito del Benessere (in Turco Refah Partisi).
Chiamato alla vicesegreteria nazionale del Partito del Benessere nel 1993, confermato deputato nel 1995, ministro nel 54º governo della Repubblica Turca, a seguito della dissoluzione del Partito del Benessere nel 1998, all'interno delle vicende del cosiddetto colpo di Stato post-moderno, Abdullah Gül è stato tra i fondatori nel 1999 del Partito della Virtù (in Turco Fazilet Partisi), e, alla dissoluzione di questo, nel 2001, ha aderito al Partito per la Giustizia e lo Sviluppo (in Turco Adalet ve Kalkınma Partisi), di cui è diventato in breve tempo il vicesegretario nazionale.
Rieletto nuovamente rappresentante in parlamento del collegio elettorale di Kayseri nelle elezioni legislative del 3 novembre 2002, è stato chiamato alla guida del governo per via dell'ineleggibilità dell'esponente di maggior spicco dell'AKP, Recep Tayyip Erdoğan; restituiti a questi i diritti elettorali attivi e passivi tramite un apposito emendamento costituzionale, Abdullah Gül ha rassegnato, in suo favore, le dimissioni dalla carica di primo ministro.
Convinto islamista, è sposato con Hayrünnisa Gül da cui ha avuto due figli, Ahmed Münir e Mehmed Emre, e di una figlia, Kübra. In molteplici occasioni pubbliche è comparso insieme alla moglie, che indossava il velo islamico. Ha affermato che un Islam democratico, promotore della libertà e rispettoso dei diritti umani è in grado di governare il paese e garantire una buona classe dirigenti di pubblici amministratori. Apprezzato per le sue posizioni moderate, poco incline agli estremismi nonostante le compagini politiche in cui ha militato nel corso della sua carriera politica, fautore delle riforme democratiche necessarie per l'ammissione nell'Unione europea, ha svolto un ruolo di primo piano come Ministro degli Esteri del 59º governo (di cui è anche vicepresidente) della Repubblica Turca nei colloqui per la riunificazione dell'isola di Cipro.
Il 24 aprile del 2007 è stato indicato dal suo partito AKP come candidato all'elezione come 11º Presidente della Repubblica Turca. Lo scrutinio del 27 aprile, boicottato dall'opposizione, ha aperto una crisi politica e istituzionale che si è risolta con le elezioni anticipate e una vittoria schiacciante della coalizione di governo che, il 28 agosto 2007, al terzo scrutinio, ha finalmente eletto Gül con 339 voti. L'11 agosto 2014 Gül è sostituito da Recep Tayyip Erdogan alla carica di presidente.